# Terry Jones
Terence Graham Parry „Terry“ Jones (1. února 1942 Colwyn Bay, Wales – 21. ledna 2020 Londýn, Anglie) byl velšský komik, režisér, scenárista, herec a spisovatel, jeden ze šesti členů proslulé komediální skupiny Monty Python.

## Život
Vystudoval anglický jazyk a historii na Oxfordu, kde se spřátelil s Michaelem Palinem. Ve druhé polovině 60. let se účastnil různých komediálních pořadů v divadle a televizi, přičemž se seznámil s dalšími komiky, s nimiž roku 1969 vytvořil skupinu Monty Python.
Spolurežíroval film Monty Python a Svatý Grál a samostatně režíroval jejich další filmy Monty Python: Život Briana a Smysl života. Několik kolegů z Monty Pythona obsadil také do své filmové komedie podle klasické dětské knihy Žabákova dobrodružství.
Byl dvakrát ženatý a měl tři děti. Roku 2006 absolvoval úspěšnou léčbu rakoviny tlustého střeva. V 10. letech 21. století začal mít neurologické potíže, roku 2015 mu byla diagnostikována počínající demence, která ho postupně připravila o řeč. Zemřel na komplikace své nemoci 21. ledna 2020, krátce před 78. narozeninami.

## Knižní tvorba
- Jones, Terry; Ereira, Alan: Barbaři - Neotřelý pohled na dějiny Římské říše. Mladá Fronta 2008, ISBN 978-80-204-1803-6 (Překlad Jana Jašková)